# Pierre Renoir
Pierre Renoir (ur. 21 marca 1885 w Paryżu, zm. 11 marca 1952 w Paryżu) – francuski aktor filmowy i teatralny, dyrektor Comédie-Française, starszy brat zdobywcy Oskara, reżysera Jeana Renoira, syn znanego malarza impresjonisty Pierre-Auguste'a Renoira, ojciec Claude'a Renoira, operatora filmowego.

## Filmografia
- 1934: Pani Bovary
- 1938: Marsylianka
- 1945: Komedianci